# それいけ!アンパンマン ミージャと魔法のランプ
『それいけ!アンパンマン ミージャと魔法のランプ』（それいけアンパンマン ミージャとまほうのランプ）は2015年（平成27年）7月4日に公開された日本のアニメ映画。『それいけ!アンパンマン』シリーズ通算第27作。同時上映作品は『それいけ!アンパンマン リズムでうたおう! アンパンマン夏まつり』。

## 概要
キャッチコピーは「ランプの世界で大冒険がはじまるよ!」。前作はやなせたかしの遺作を原作としていたため、やなせ没後に本格的に制作された最初の劇場版作品であり、併映作品付きで上映された最後の作品でもある。本作から亡くなったやなせに代わり、フレーベル館アンパンマン室長を務める天野誠が原作協力という肩書きのもと映画製作に関与している。
本作のテーマは「仲間」。プロデューサーの久保雄輔によると、やなせが生前に「アラビアンナイトの世界が書きたい」と語っていたことが本作の製作の起点になったという。
今作は女優の大島優子がランプの精霊「ミージャ」役、お笑いコンビ・ナイツの塙宣之がミージャの持つ「ランプの精霊」役、土屋伸之が「お菓子の魔神」役としてゲスト出演した。
初動興行収入が8511万3700円と東京テアトル配給による劇場版の最高記録を更新し、8月30日付の興行収入は5.2億を超え、それまで東京テアトル配給作品で最も興行収入が高かった第24作『よみがえれ バナナ島』を上回った。興行収入が5億円を超えたのは、現時点で歴代1位の第2作『ばいきんまんの逆襲』（松竹富士配給）と第24作『よみがえれ バナナ島』に続いて3作目となる。

## あらすじ
不思議なランプを拾ったクリームパンダとコキンちゃん。ランプの中から現れたのは、精霊の女の子・ミージャだった。
3人は彼女の魔法でランプの世界へ入り込むが、魔法の腕輪が壊れてしまい、元の世界に戻れなくなってしまう。
ミージャ達は腕輪を直すため、力を合わせて魔法の泉を目指す。彼らの前にはお菓子の魔神や『怖い怖いの森』の怪物などの巨大な敵が立ちはだかるが、何とか乗り越えていく。
後からアンパンマン達もランプに飛び込んでミージャ達と合流、魔法の泉へ辿り着いたが、泉の力を狙ってばいきんまんもやってきた。

## 登場キャラクター（キャスト）
詳細はアンパンマンの登場人物一覧を参照。

### レギュラーキャラクター
アンパンマン
声 - 戸田恵子
ばいきんまん
声 - 中尾隆聖
アンパンマンを倒そうとランプの中にある魔法の泉を利用しようとする。そして泉に飛び込んで「魔神バイキンマン」と化す。
クリームパンダ
声 - 長沢美樹
「ルビーの願い」「シャボン玉のプルン」に続いて彼がメインとなっている。
強制変身に遭わなかったが、マントを失っている描写が2回ある（1回目は飛行中に破れ、2回目は岩に挟まりを自ら脱いだ）。なお、強制変身されなかったのは今作で初である。
コキンちゃんとミージャをサポートするが、逆に二人に振り回される。
コキンちゃん
声 - 平野綾
本作のもう一人のメイン（クリームパンダ同様、強制変身されなかった）。劇場版本編への登場は本作が初となる。本作ではアンパンマンの味方側となっている。
ミージャのランプがぶつかった事でブルー・ティアーズ号が墜落したことからミージャといがみ合っていたが、協力するうちに意気投合していく。

ジャムおじさん
声 - 増岡弘
ミージャたちが入ったランプの存在を知っていた。メロンパンナらに続きバタコさんとめいけんチーズとアンパンマン号もろともランプに変身させられた。
バタコさん
声 - 佐久間レイ
めいけんチーズ
声 - 山寺宏一
ドキンちゃん
声 - 鶴ひろみ
ばいきんまんと共にランプの世界へと進入したが、あくまでランプの中に閉じ込められたコキンちゃんを助けに行くのが目的であり、本作では悪事は行っていない。
しょくぱんまんをランプに変えた魔人ばいきんまんに文句を言ってしまった途端、ホラーマンやUFOごとランプにされた。
ホラーマン
声 - 肝付兼太
ドキンちゃん同様、本作では悪事に加担していない。
カレーパンマン
声 - 柳沢三千代
しょくぱんまん
声 - 島本須美
メロンパンナ
声 - かないみか
魔人と化したばいきんまんにメロメロパンチを繰り出すも、傘で防がれそのまま、しょくぱんまんとカレーパンマンをメロメロにしてしまい、その直後3人まとめてランプにされてしまった。
みみせんせい
声 - 滝沢ロコ
カバオくん
声 - 山寺宏一
ちびぞうくん
声 - 坂本千夏
ピョン吉（ピョンきち）
声 - 原えりこ
ウサ子（ウサこ）
声 - 中村ひろみ
アリンコキッド
声 - 山口清裕
初代声優の山口健が急性心不全で死去に伴い、息子の山口清裕が声を担当した。
アンパンマン達をアリンコ銃で小さくしてランプの中へと進入させた。その後ばいきんまんにアリンコ銃を奪われ彼らもランプへ侵入させてしまい、みみせんせい達と共に檻に捕らわれていたことがエンディングで判明するが、無事に解放された。
かびるんるん
カビでアンパンマン号をかびさせた。

### ゲストキャラクター
ミージャ
性別 - 女 / 声 - 大島優子
本作のヒロイン。ランプの精の少女。「ナンジャモンジャ、ミージャ」と唱えて、あらゆる魔法を使えることから自信家であるが、左手につけている腕輪が壊れていると使えない。
ランプの精霊（ランプのせいれい）
性別 - 男 / Aの声 - 塙宣之（ナイツ）、Bの声 - 森圭介（日本テレビアナウンサー）
性別 - 女 / Cの声 - 郡司恭子（日本テレビアナウンサー）、Dの声 - 宮川美保
ランプの中の精霊たち。自信過剰気味なミージャを見守っている。
お菓子の魔神（おかしのまじん）
性別 - 男 / 声 - 土屋伸之（ナイツ）
お菓子の谷を守る巨大な魔神で、自身もお菓子でできている。空腹のためにお菓子を勝手に食べたミージャ達を襲うが、ミージャとコキンちゃんの策略で全員に逃げられた。
怪物
性別 - 不明
怖い怖いの森に現れた怪物たち。一つ目の大男やスライムのような怪物、空飛ぶ口の怪物。全員ミージャたちが想像で出し、また想像で増やしてしまった。
魔神バイキンマン
魔法の泉で巨大なランプの魔神に変身したばいきんまん。体がゴムのように柔軟でトリプルパンチも効かない。「ナンジャバイジャ、キンジャ」と唱え、ブラックバードに似た黒い鳥のバイキンロック鳥やスミを吐くタコ型の岩を出したり、指先から相手をランプに変える光線を出すなど魔法が使える。また、腕を伸び縮みさせたり、腕の数を増やしたりもできる。
バイキン三つ首竜
ばいきんまんが自らに魔法をかけ、赤い3首の巨大ドラゴンに変身した姿。3つの首はばいきんまんそのものだが、声と吐く炎の色は首ごとに違う（真ん中はいつもの声で赤い炎、左は高い声で緑の炎、右は低い声で青い炎）。最後はアンパンマンのアンパンチでランプを壊され元の姿に戻り敗れた。
また、表記によっては「バイキン竜」や「バイキン三つ首ドラゴン」とも呼ばれている。

### その他の登場キャラクター
やなせうさぎ
本作ではミージャの魔法によって複数出現している他、クリームパンダの回想にも登場する。
ドデカツリーの人々
フラワー姫
フラワーさん
チューリップさん
ゆりさん
アネモネさん
すいせんさん
ペンギンぼうや
以上はミージャの回想に登場。

## 用語
ランプの国（ランプのくに）
ランプ山（ランプやま）
頂上にランプが模られた山。魔法の泉が存在する。
魔法の泉（まほうのいずみ）
魔力を持った泉で、泉の水は魔法の腕輪の修復に必要。
お菓子の谷（おかしのたに）
お菓子で構成されている国。この谷のお菓子は食べることができるが、谷から離れるとお菓子は消滅してしまう。
怖い怖いの森（こわいこわいのもり）
侵入者の考えたことが具現化する現象が起こる森。作中ではミージャ達が考えた怪物達が現れた。

### 乗り物と道具
飛行船アンパンマン号（ひこうせんアンパンマンごう）
ドキンUFO（ドキンユーフォー）
ブルーティアーズ号（ブルーティアーズごう）

#### バイキンメカ
バイキンUFO（バイキンユーフォー）
バイキンペンキロボ

## スタッフ
- 原作：やなせたかし（フレーベル館刊）
- 製作：中山良夫、田村学、竹崎忠、松本俊哉、越尾正子、田中智子、渡辺祐司
- 原作協力：天野誠
- プロデューサー：中谷敏夫、久保雄輔、星野恵、大島由香
- 脚本：金春智子
- 音楽：いずみたく、近藤浩章
- キャラクターデザイン・作画監督：前田実
- 美術監修：石垣努
- 美術監督：小山田有希
- 色彩設計：原田幸子
- 撮影監督：佐々木明美
- 編集：小宅貴史
- 音響監督：山田知明
- 音楽監督：鈴木清司
- 音響効果：糸川幸良
- 演出：橋本敏一、山内東生雄
- 文芸担当：上田菜保子
- 担当プロデューサー：岩崎和義
- 監督：矢野博之
- 原画 - 菖蒲隆彦、星名靖男、川越淳、山中純子、和田佳純、清水健一、一川孝久、他
- 製作 - アンパンマン製作委員会（日本テレビ放送網、バップ、トムス・エンタテインメント、フレーベル館、やなせスタジオ）

## 楽曲
オープニング『アンパンマンのマーチ』
エンディング『勇気りんりん』
作詞：やなせたかし、作曲：三木たかし、編曲：大谷和夫、歌：ドリーミング
本作からは再度「おしまい」の字体が変更され、著作権表示が「©アンパンマン製作委員会」のみとなっている。
テーマ曲『アンパンマンたいそう』
作詞：やなせたかし、魚住勉、作曲：馬飼野康二、編曲：近藤浩章、歌：ドリーミング

## それいけ!アンパンマン リズムでうたおう! アンパンマン夏まつり
『それいけ!アンパンマン ミージャと魔法のランプ』と同時上映の短編アニメ。

### 概要
夏祭りを題材とした作品。前作に引き続き、劇場で観客達が歌ったり手拍子をしたりしながら楽しめる作品になっている。
前作まではバップが単独で製作したのに対し、本作は同時上映作品では1998年の『アンパンマンとおかしな仲間』以来の、長編同様の製作委員会方式で製作されている。
『それいけ!アンパンマン』の同時上映は本作が最後の作品となったが、観客参加型の内容は翌年以降の劇場版本編に継承されている。

### あらすじ
今日は夏祭りの日。この夏祭りではのど自慢大会が行われる。みんなは祭りに向けて準備をする。
夕暮れになり夏祭りが本番を迎えたが、ばいきんまんは祭りを妨害しようとした。

### 登場キャラクター

#### レギュラーキャラクター
アンパンマン
声 - 戸田恵子
のど自慢に出場するため歌の練習をしていたが、あがり症ゆえに上手くいかない様子で、会場へ連れて行ったタイコマンにも叱責されていた。
最終的に本番では歌わず踊りに徹していた。
ばいきんまん
声 - 中尾隆聖
夏祭りを嫌がっていたが、自身も「バイキンホラーハウス」というお化け屋敷を用意していた。
夏祭りを妨害しようと、アンパンマンに変装して屋台の食べ物を食い漁ったが、アンパンマンとしてのど自慢に出る羽目になり、「アンパンマン音頭」の替え歌「ばいきんまん音頭」を歌っている間に変装が解ける。その後はお祭りだだんだんで祭りを荒そうとしたが、ドキンちゃんに止められ、祭りを楽しむことになった。
ジャムおじさん
声 - 増岡弘
バタコさん
声 - 佐久間レイ
めいけんチーズ
声 - 山寺宏一
ドキンちゃん
声 - 鶴ひろみ
しょくぱんまんとのデュエットでのど自慢大会に参加する。本番ではドレス姿で出場した。
しょくぱんまん
声 - 島本須美
王子様姿でのど自慢大会に出場した。
カレーパンマン
声 - 柳沢三千代
のど自慢大会に参加したが、ドキンちゃんの命を受けたかびるんるんにより床から落とされ退場させられた。その後、ドキンちゃんとしょくぱんまんのデュエットの途中で再び現れ、ドキンちゃんと口論になる。
メロンパンナ
声 - かないみか
クリームパンダ
声 - 長沢美樹
ホラーマン
声 - 肝付兼太
前作『たのしくてあそび ママになったコキンちゃん!?』では未登場だったが、今作で再登場。お化け屋敷のシーンでドキンちゃんに飛ばされた後、終盤で再登場し、ばいきんまんと共にお祭りだだんだんに乗り込んで祭りを荒そうとしたが、彼とは異なり直ちにアンパンマン達と和解した。
どんぶりまんトリオ
のど自慢大会のトップバッターだったが、本番で誰が歌うか争いになってしまい退場となった。
てんどんまん
声 - 坂本千夏
カツドンマン
声 - 三ツ矢雄二
かまめしどん
声 - 山寺宏一
みみせんせい
カバオくん
声 - 山寺宏一
ピョン吉（ピョンきち）
ウサ子（ウサこ）
ちびぞうくん
声 - 坂本千夏
クマ太（クマた）
ネコ美（ネコみ）
ブタお
モン吉（モンきち）
コン太（コンた）
かびるんるん
声 - 山寺宏一

#### その他の登場キャラクター
シドロ&モドロ
声 - ドリーミング
のど自慢大会の審査員として登場。
マイクマン
声 - 藤井恒久（日本テレビアナウンサー）
夏祭りの司会として登場。
タイコマン
声 - 堀内賢雄
「アンパンマン音頭」の太鼓担当としてアンパンマンに連れられた。
たいやきまん
声 - 内田直哉
たこやきまん
声 - 堀内賢雄
おこのみやきまん
声 - 山寺宏一
3人とも夏祭りで屋台を開いていたが、アンパンマンに変装したばいきんまんに屋台の食べ物を食べられてしまった。
はなびまん
声 - 内田直哉
昼にアンパンマンの顔が描かれたメモを受け取る。本編ラストでアンパンマンの顔の花火を放って本作を締めくくった。
べろべろまん
やみるんるん
ストローこうもり
ヒヤリのゆうれい
いたずらオバケトリオ
でろろんオバケ
ずろろんオバケ
どろろんオバケ
なまけオバケ
笑いオバケ
大食いオバケ
くしゃみおばけ
チョコおばけ
パンおばけ
かさおばけ
さかさまん
お化け屋敷のシーンに登場。
りんごちゃん
ドーナツマン
ベビードーナツ
マダム・ナン
TVシリーズではばいきんまんが苦手としているキャラだが、本作では襲われる立場となっている。ただし、ばいきんまんと和解後はTVシリーズ同様に接していた。
エクレアさん
プリンちゃん
マダム・ナン同様、TVシリーズと違いばいきんまんに襲われていた。
おダンゴちゃん
やなせうさぎ
以上は夏祭りの客として登場。

### 乗り物と道具

#### バイキンメカ
お祭りだだんだん
夏祭りを妨害するためにばいきんまんが使用した。しかししょくぱんまんとの一時を邪魔されるのを危惧したドキンちゃんに怒鳴られ転倒して自滅した。

### スタッフ
- 原作：やなせたかし（フレーベル館刊）
- 製作：中山良夫、田村学、竹崎忠、松本俊哉、越尾正子、田中智子、渡辺祐司
- 原作協力：天野誠
- プロデューサー：中谷敏夫、久保雄輔、星野恵、大島由香
- 脚本：米村正二
- 音楽：いずみたく、近藤浩章
- キャラクターデザイン：前田実
- 作画監督：山本早苗
- 原画：アンサースタジオ、土屋堅一、鹿島功光、若林幸子、渡辺裕二、北澤精吾、藤田美保、新井亨、斎藤直子、西田寛史、岡本ルーク飛鳥
- 美術監督：光元博行
- 色彩設計：平山礼子
- 撮影監督：竹花祐介
- 編集：小宅貴史
- 音響監督：山田知明
- 音楽監督：鈴木清司
- 音響効果：糸川幸良
- 演出：橋本敏一、山内東生雄
- 文芸担当：上田菜保子
- 担当プロデューサー：岩崎和義
- 監督：日巻裕二

### 楽曲
楽曲クレジットは主題歌の「アンパンマン音頭'89」のみ。また、冒頭の「サンサンたいそう」と「アンパンマン音頭'89」に限り歌詞テロップが表示される。
主題歌「アンパンマン音頭'89」
作詞：やなせたかし 作曲：いずみたく　編曲：近藤浩章 歌：ドリーミング
本編終盤部分がそのままエンディングとなる。フルコーラスでの使用であり、スタッフクレジットは3番から始まる。「おわり」のクレジット（字体は長編と共通）も最後の花火のシーンに挿入されている。
また、後半ではばいきんまんがこの曲の替え歌の「ばいきんまん音頭」を歌っている。
挿入歌
「サンサンたいそう」
作詞：やなせたかし 作曲・編曲：近藤浩章
　「ホラーマンメチャクチャチャ」
作詞：やなせたかし 作曲：近藤浩章、いずみたく 編曲：近藤浩章
お化け屋敷のシーンで使用。
「アンパンマン絵かきうた」
作詞：やなせたかし 作曲：いずみたく 編曲：近藤浩章
花火の形状を考えるシーンで使用。
　「とべ!カレーパンマン」
作詞：やなせたかし 作曲：いずみたく 編曲：近藤浩章
のど自慢大会で歌う曲として、カレーパンマンが自ら歌唱した。
　「ぼくらはヒーロー」
作詞：やなせたかし 作曲・編曲：近藤浩章
2番の歌詞をベースにドキンちゃんとしょくぱんまん用にアレンジされている。